# Gualicho
Gualicho (лат.) — вымерший род динозавров-теропод, принадлежащих семейству неовенаторид и живших в раннемеловую эпоху около 93 млн лет назад (Huincul Formation) на территории современной Аргентины (северная Патагония, Neuquén Basin). Типовой и единственный вид — Gualicho shinyae.

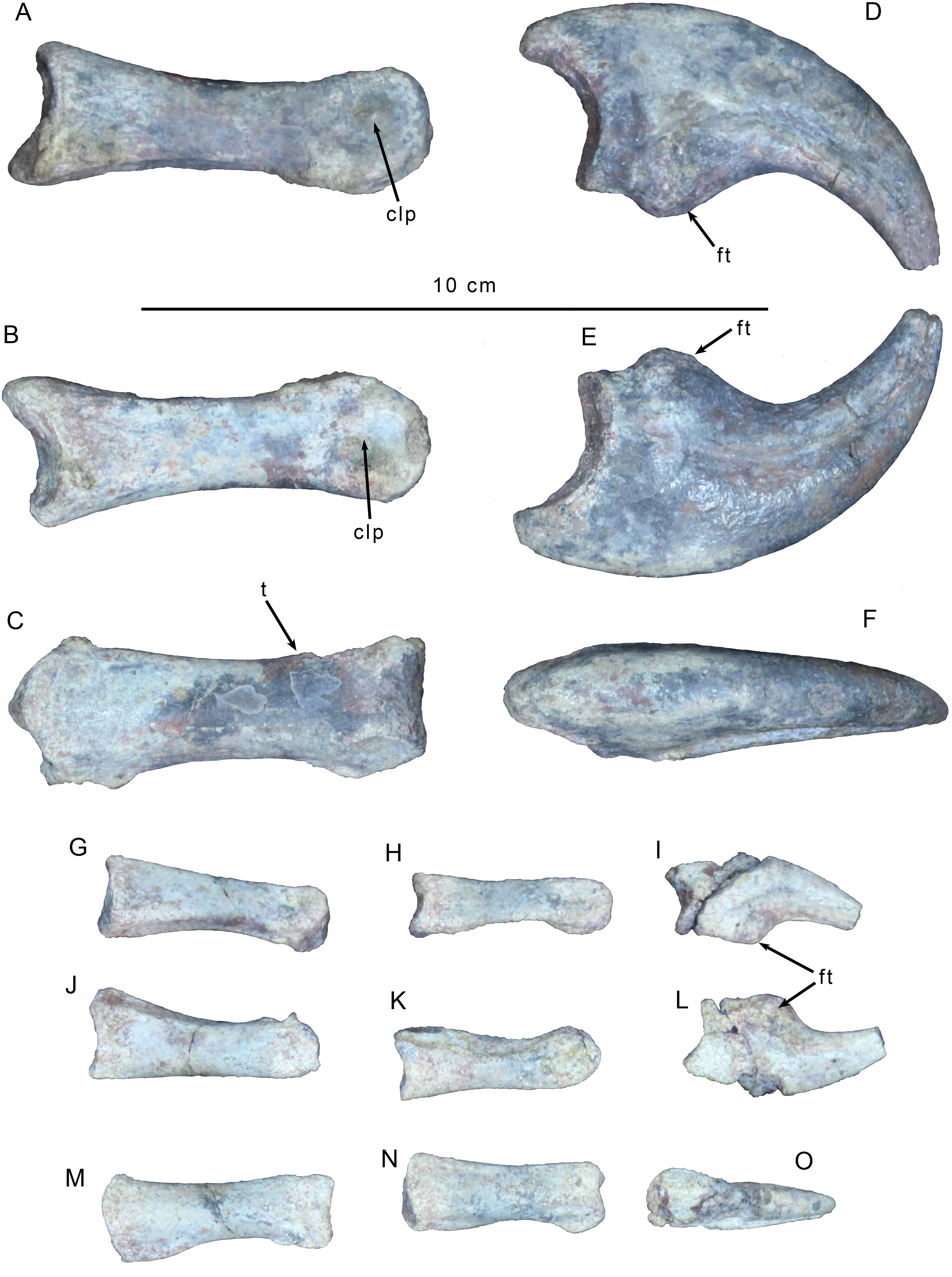
Кости пальцев голотипа

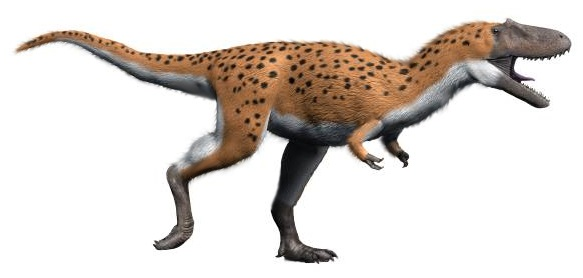
Реконструкция

## Описание
Вид был описан по остаткам конечностей и нескольких позвонков. Предположительный общий вес мог быть около 450 кг. Передние конечности были очень мелким, как у тираннозавра, или как у ребёнка Homo sapiens.

## Этимология
Родовое название Gualicho дано в честь злого духа гуаличу (Gualichu), почитаемого коренными патагонскими племенами теуэльче. Исследователи столкнулись с этим «злым духом», когда их автомобиль перевернулся во время полевых исследовательских работ. Видовое название shinyae дано в честь Акико Синья (Akiko Shinya), научной сотрудницы Филдовского музея естественной истории (Чикаго), за помощь в работе и нахождение ею голотипа нового вида в 2007 году.